# Spiritualité ignatienne
 (mai 2025).

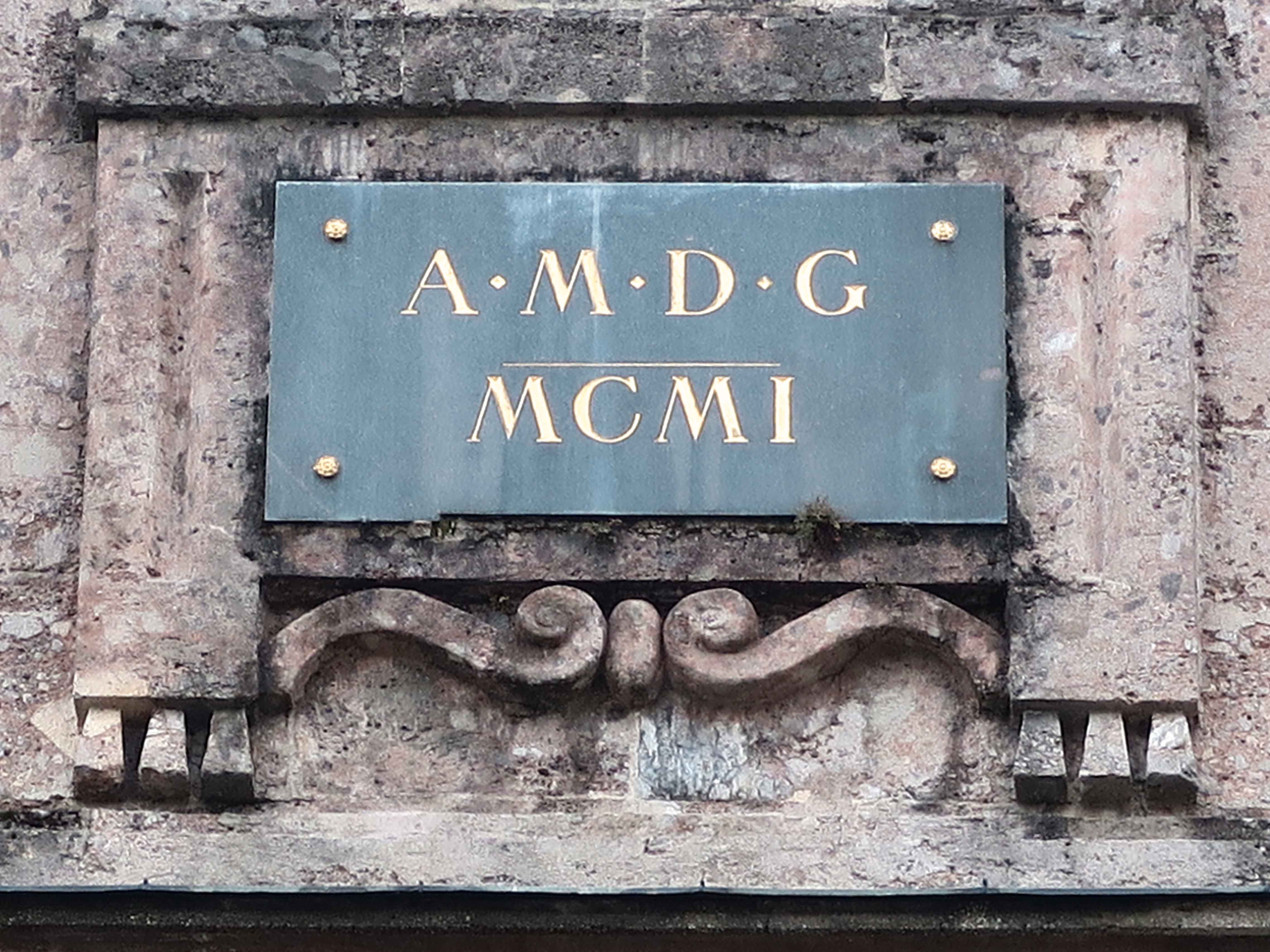
Pour une plus grande gloire de Dieu (AMDG), église des Jésuites d'Innsbruck.

La spiritualité ignatienne ou ignacienne est une perception et conception chrétienne de la personne — corps et esprit — dans sa relation avec Dieu et avec le monde ambiant qui s'inspire de la vie et de l’expérience mystique d'Ignace de Loyola. Fortement christocentrique, la spiritualité ignatienne ne conçoit pas une relation avec Dieu qui n’inclut pas un engagement au service de la communauté humaine, particulièrement dans l’Église catholique. Dans l’action au service du monde est perçue la présence même de Dieu : In actione contemplativus.
Qualifiée parfois de « mystique du service », elle est différente de la « spiritualité jésuite » propre à la Compagnie de Jésus.

## LesExercices spirituels
Comme toute spiritualité catholique, la spiritualité ignatienne repose sur les Évangiles et la foi chrétienne. Nourrie également de l’« autobiographie » et des nombreuses lettres de direction spirituelle d'Ignace de Loyola, la spiritualité ignatienne a son origine plus spécifiquement dans les Exercices spirituels du fondateur, qui visent à « la conquête de soi-même et l’organisation de sa vie de telle sorte qu'aucune décision n'est prise sous l'influence d’un attachement humain excessif ».
En d'autres termes, les Exercices spirituels cherchent à faire accéder la personne qui entreprend de les suivre à un plus grand degré de liberté vis-à-vis de ses propres goûts, aversions, conforts, désirs, besoins, appétits, préjudices et passions afin qu’elle puisse faire un choix de vie et décider de choses importantes en se fondant uniquement sur ce qu'elle discerne être la volonté de Dieu pour elle-même, et ainsi trouver joie et paix intérieure dans l’union à Dieu.

## Principes généraux
La spiritualité ignatienne, enracinée dans le christianisme, postule un Dieu aimant les hommes et agissant dans le monde pour leur bien et avec leur collaboration. Cette spiritualité accorde une grande importance à la recherche de ce qui permettra de vivre au mieux selon ce désir de Dieu qu'ils vivent en plénitude, et dont l’accomplissement conduit à l’union mystique à Dieu. Le processus ignatien de prise de décision reconnaît que, devant le "bien" et le "mieux", ce à quoi Dieu appelle l’homme sera ce qui est le « mieux pour moi » dans la suite du Christ, le service du monde, discerné dans la contemplation du Christ et dans les contingences de la réalité.
Ainsi, toute formation ignatienne est une formation pour l’envoi en mission dans l’Église, à la suite d'un discernement effectué durant ou après une « longue retraite » fondée sur les Exercices spirituels. Comme le dit Ignace, « ceux qui voudront davantage mettre leur cœur et se distinguer en tout service auprès de leur Roi éternel et Seigneur universel, non seulement offriront leurs personnes à la peine, mais encore, agissant contre leur propre sensualité' et contre leur amour charnel et mondain, ils feront des offrandes de plus grande valeur et de plus grande importance… » [Ex. Spir. n°97]. « En toutes choses, aimer et à servir » était un aphorisme cher à Ignace, qui, aux premiers jours de sa conversion, voulait faire mieux que les saints catholiques François d'Assise et Dominique de Guzman. Même ce mieux (magis) - qui est « pour Dieu » et non pas pour dépasser les autres - est inhérent à la spiritualité ignatienne.

## Caractéristiques

### La plus grande gloire de Dieu
Pour Ignace de Loyola, « l’homme est créé pour louer, révérer et servir Dieu notre Seigneur et par ce moyen sauver son âme » [Ex. Spir. n°23]. C'est le « principe et fondement » introduisant ses Exercices spirituels. Ignace déclare : « Le but de notre vie est de vivre avec Dieu pour toujours. Dieu qui nous aime, nous a donné la vie. Notre propre réponse d'amour permet à la vie de Dieu de s'écouler vers nous sans limite… Notre seul désir et notre premier choix devraient être ceci : je veux et je choisis mieux, ce qui conduit à l'approfondissement de la vie de Dieu en moi ». Apprendre à trouver Dieu en toutes choses est essentiel – tout est sacré et rien n’est profane – ainsi que développer une relation de créature à Créateur, qui est Père aimant.

### L'amour pour la personne du Christ
La spiritualité ignatienne est éminemment christocentrique. Dans ses Exercices spirituels, Ignace consacre les trois dernières semaines à la contemplation de Jésus-Christ : de sa naissance et son ministère public à sa Passion et, enfin, ses apparitions comme Ressuscité. Le prélude à la prière du premier jour [Ex. spir. n°104] invite à demander la grâce : « que je puisse connaitre Notre Seigneur plus intimement, l’aimer plus tendrement et le suivre de plus près ». L’amour pour le Christ unifie tout dans la vie d’Ignace, et même ce qui paraît dialectiquement opposé : prière et action, recherche de la perfection personnelle et du bien des autres, pluralisme et unité, inculturation locale et universalité de la mission, dépendance de Dieu et liberté humaine (sic Deo fide..).

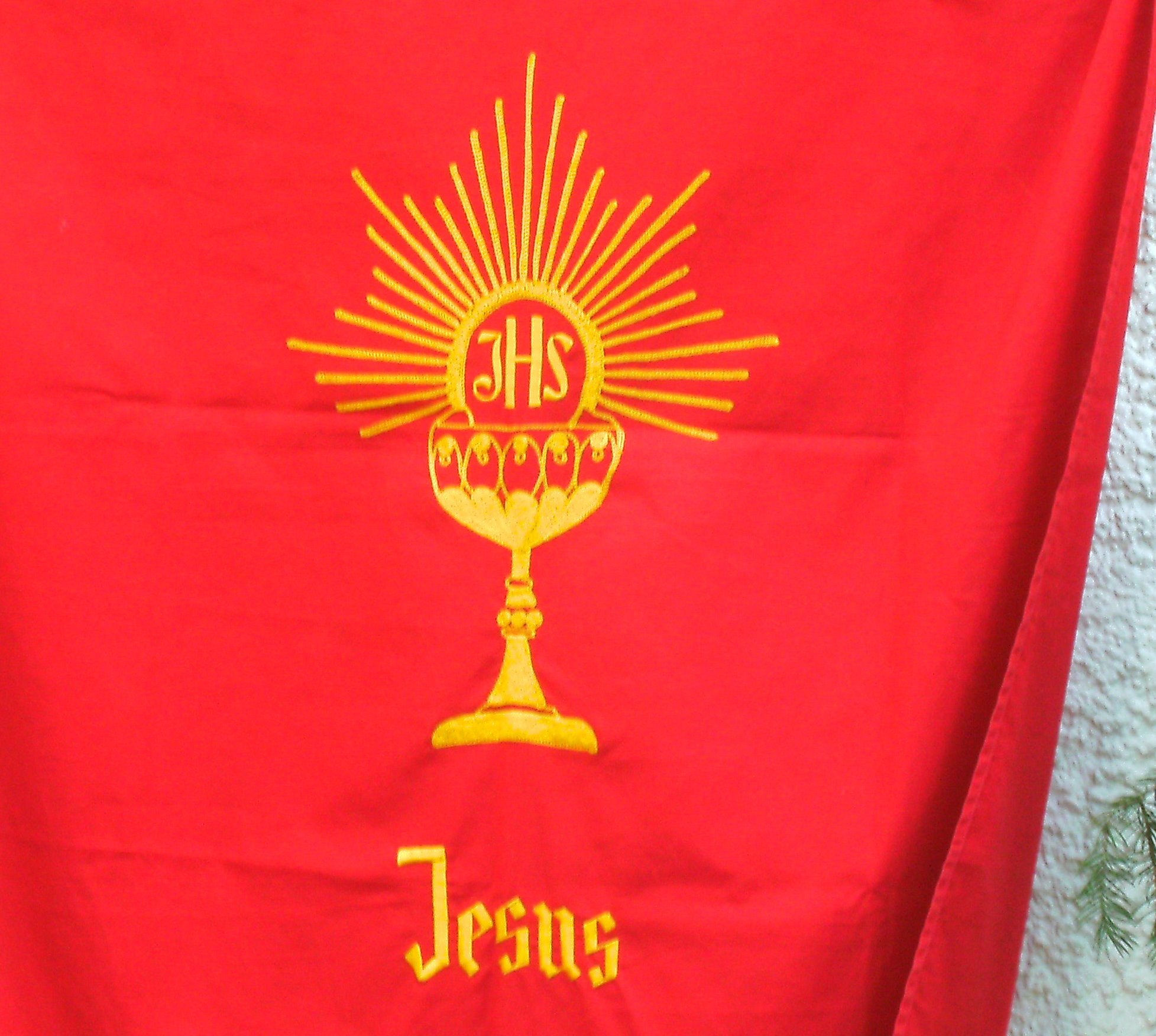
IHS.

Âme du Christ est une des prières préférées du fondateur des Jésuites : il la fait réciter par les retraitants [Ex. spir. n°63]. Le nom de Jésus, sous son monogramme IHS, fréquemment présent sur bâtiments et églises jésuites, comme dans de nombreuses publications, est une expression parmi d’autres de cet attachement à la personne de Jésus. Une vie de prière assidue nourrit cet amour du Christ. Et Ignace de Loyola - innovateur en cela - engage à la réception fréquente du sacrement de l’Eucharistie, le plus sûr moyen d’être uni au Christ.
La dévotion au Sacré-Cœur de Jésus, qui fut vigoureusement répandue par Claude La Colombière et d’autres, à l’invitation de Marguerite-Marie Alacoque, est une autre dimension de l’aspect christocentrique de la spiritualité ignatienne. La découverte de la compassion, et de l’immense amour miséricordieux du Christ pour tous les membres de la grande famille humaine ont amené à lutter contre le rigorisme et le pessimisme spirituel des jansénistes.

### Discernement personnel
Le discernement personnel et la recherche de la volonté de Dieu sont enracinés dans la conviction que Dieu est actif en toute vie humaine, guidant chacun vers la plénitude de la vie. Il consiste en une réflexion sur les événements ordinaires et extraordinaires de la vie et suppose une habitude de prière personnelle avec connaissance de soi réaliste et ouverture à l'influence de l’Esprit-Saint. Le processus de discernement est lui-même prière car fait en présence de Dieu. Plus que réflexion personnelle, il est tranquille attention à Dieu. Son but est de comprendre les choix possibles dans son cœur et, dans l’indifférence spirituelle (ignatienne) la liberté intérieure, percevoir par divers mouvement intérieurs à l’âme quel est le choix correspondant à la volonté de Dieu dans son amour personnel, choix qui est le « mieux ». Le processus conduit à une décision. Le discernement est un processus répétitif, mais s’il y a progrès dans la vie spirituelle, le discernement (et choix du « mieux ») y devient intuitif.

### Direction spirituelle
Le discernement personnel, comme le progrès dans la prière ou la contemplation, est aidé par la présence d’un guide spirituel, une personne expérimentée dans les choses de Dieu. Ceux qui adoptent la spiritualité ignatienne ont un guide spirituel, particulièrement dans leurs commencements, qui a pour rôle de faciliter le contact avec Dieu, aidant le « dirigé » à surmonter les obstacles rencontrés et éviter les illusions spirituelles sans être lui-même obstacle : il ne « dirige » pas mais facilite le dialogue avec Dieu.
Ces rencontres avec le guide spirituel - qui n’est pas nécessairement un prêtre - se font de manière régulière, même si, au fil du progrès spirituel, et le choix du « mieux » dans la vie devenant plus habituel et quasi intuitif, elles peuvent s’espacer. La direction spirituelle n’est pas liée au sacrement de pénitence, même si, dans le cas où le guide spirituel est prêtre, elle peut en être accompagnée.

### Connaissance personnelle
Pour un service authentique de Dieu, une bonne connaissance de soi-même est indispensable. Et cela génère l’humilité. Ignace recommande, comme exercice de prière, ce que l’on appelle (improprement) « examen de conscience ». Il s'agit de revoir dans la lumière de l’Esprit-Saint les événements de la journée, d'éveiller sa sensibilité intérieure à ses propres actes, désirs et état spirituel, à travers chaque moment. L’examen n’est pas de l’introspection mais cherche plutôt à percevoir où Dieu invite la personne à changer et à grandir, où Dieu appelle la personne à une réflexion plus profonde, où se trouvent les faiblesses habituelles et attitudes génératrices d’égoïsme ou de péché. Et à finalement accepter avec humilité où l’on en est et reconnaître les progrès à faire tout en demandant pardon pour les fautes commises, comme pour le bien non accompli. Un « examen général » plus approfondi se fait aux moments forts de la vie spirituelle comme lors de la retraite annuelle de huit jours.

### Amour efficace
La gloire de Dieu et l’amour du Christ conduisent nécessairement à un amour engagé et efficace au service des autres. Il ne peut rester au niveau de l’émotion spirituelle et de l’affectivité humaine, même si ces aspects sont utilement porteurs de la personne. Ignace de Loyola, s’il invite souvent à « implorer Dieu de nous accorder toute la grâce de connaître sa sainte volonté », ajoute toujours « et de l'accomplir parfaitement ».
Si Dieu « travaille pour nous » [Ex. spir. n°236], il demande néanmoins notre collaboration. La réaction d’amour vraie et parfaite demande une grande liberté intérieure vis-à-vis de ses goûts et préférences personnels. En perspective ignatienne, il n’est pas pensable que l’on cherche son salut personnel sans veiller et contribuer à celui des autres. C’est ce qu’Ignace appelle le « zèle pour les âmes ». L’éducation jésuite, imprégnée de spiritualité ignatienne, cherche à former des « hommes et femmes pour les autres » comme la définissait Pedro Arrupe. Dans ce service désintéressé des autres, on trouve immanquablement Dieu, on y est uni à sa personne. La spiritualité ignatienne conduit à une « mystique du service ».